# Провинција Канада
Провинција Канада или Уједињена Провинција Канада (енгл. Province of Canada или United Province of Canada, United Canadas; фр. Province du Canada или Province unie du Canada, Canada-Uni) је била британска колонија у Сјеверној Америци која је настала спајањем Канаде Запад и Канаде Исток у јединствену провинцију. Ова провинција је настала према препоруци коју је у свом извјештају након побуна из 1837. навео лорд Дурхам.
Провинција Канада престала је постојати оснивањем канадске конфедерације дана 1. јула 1867, када је провинција подијељена у данашње канадске провинције Онтарио и Квебек.

## Историја
Прије 1841, територија Јужног Онтарија је била дио британске колоније Горње Канаде, док су јужни дио Квебека и Лабрадора били дио колоније Доње Канаде. У Горњој Канади, већина становништва је била англофона, док је Доња Канада већински била франкофона. Актом о Унији којег је Парламент Уједињеног Краљевства изгласао 23. јула 1840, а монарх потврдио 10. фебруара 1841, двије колоније су спојене укидањем њихових законодавних органа и њиховом замјеном с једном законодавном скупштином.
Иако је новим устројством формално омогућена једнака заступљеност представника двију бивших колонија, Доња Канада је у пракси била закинута. Упркос франкофоној већини у Доњој Канади, највећи дио моћи и власти имала је англофона мањина.
Подручје бивше Горње Канаде у новој провинцији је називано Канада Запад, док је подручје бивше Доње Канаде називано Канада Исток. Провинција Канада је престала постојати када је 1. јула 1867. године Парламент Уједињеног Краљевства донио Акт о Британској Сјеверној Америци 1867.

## Политика
Према Акту о Унији из 1840, провинцијски генерални гувернер је имао право одбацити било који закон који је изгласао законодавни орган. Међутим, 1848. године, генерални гувернер лорд Елгин је одобрио кабинет већинске странке у законодавној скупштини, а то је била коалиција Baldwin-Lafontaine која је добила изборе те године у јануару. Потез лорда Елгина је био врло непопуларан међу англофоним торијевцима који су преферирали империјалну власт испред демократске.
У законодавној скупштини су обје Канаде имале фиксно по 42 посланика. Будући да су били бројнији у укупном становништву нове провинције, франкофони Канађани су захтијевали заступљеност у скупштини према броју становника, чему су се жестоко противили англофони Канађани. Након неког времена, англофоно становништво је због имиграције прерасло франкофоно, те је на крају оно тражило заступљеност у скупштини према броју становника. На крају је овај сукоб резултовао федералним уређењем чиме је на крају 1867. створена проширена канадска конфедерација.

## Главни градови
У релативно кратком раздобљу постојања од 26 година, Провинција Канада је шест пута промијенила свој главни град. Први главни град је био Кингстон. Главни град је пресељен 1859. из Монтреала у Торонто, након што су побуњеници запалили парламент. Године 1857, краљица Викторија је изабрала Отаву за нови стални главни град Канаде, те дала подигнути канадски парламент на Брду Парламента. Прва фаза ове градње завршена је 1865, управо на вријеме како би се у њој одржала завршна сједница парламента Провинције Канаде.
- Кингстон (1841—1843);
- Монтреал (1843—1849);
- Торонто (1849—1852);
- Квебек (1852—1856);
- Торонто (1856—1858);
- Квебек (1859—1866);
- Отава (1866—1867).